# Царинні пісні
Царинні пісні («царина» — край села, поле за селом) —  пісні, які співали під час обходу поля на Трійцю. Своєю естетикою зв'язані з колядками й білоруськими волочебними піснями, і одночасно деякими мотивами нагадують південнослов'янські обрядові пісні.
Царинні обряди відігравали роль своєрідного оберегу сіл, полів, пасік, водоймищ, господарств, домів тощо. За способом виконання вони подібні до ритуалів водіння тополі (куста). Ці обряди здійснювалися з метою оберегти від природних стихій, лиха, епідемій і супроводжувались царинними піснями. Найбільше вони відомі на Лемківщині та Бойківщині. Тексти царинних пісень майже не збереглися, за словами Ф. Колесси, вони «мають характер молитов за врожай та охорону піль перед злими вітрами й тучами... а подекуди подібні до колядок...»:
Вийди, виглянь, сонечко, усміхнись!

Виглянь, виглянь, сонечко, усміхнись!

Наше зело-житечко колосись!

Наливайся житечко, колосись.
Це замовляння виконувалося до сходу сонця. Люди — члени царинних процесій — простягали руки до сходу, співаючи цю пісню багато разів підряд аж поки не зійде сонце.
Обходи поля здійснювались, як правило, над ранок, у процесії могли брати участь усі — і дорослі, і молодь, і діти. С. Килимник фіксує детальний опис такої процесії: «Похід уявляв чарівну картину. Усі святочно одягнені; хлопчики й дівчатка у вінках на голові з живих польових квітів з житніми колосками; дорослі дівчата також у вінках з барвінку з додатком польових квітів та колосся, хлопці в ґірляндах через плече з житнього колосся молодого й зрілого торішнього; жінки та чоловіки переодягнені та замасковані. Чоловіки з бубнами, сопілками, цимбалами тощо, — жінки майже всі заквітчані польовими квітами. В окремих місцевостях під час цього шестя брали й козу, прибрану в зелень-квіти та колосся… Під час вступу „на ниви“ діти й дорослі здіймали неймовірний галас: діти калатали та дзвонили, музиканти грали, дівчата й хлопці співали — це знаменувало „вигнання злих сил з житів“... Усі учасники співали магічних пісень… під час походу молоді, вже одружені чоловіки та жінки, зокрема переодягнені та замасковані — танцювали, скакали, жартували, оббігали межами та суловками поля, одне одного ловлячи...». Потім поля кропили водою або молоком і влаштовували серед поля бенкет з жертовною їжею.